# Pterolophia similis
Pterolophia similis là một loài bọ cánh cứng trong họ Cerambycidae.